# Ian (rapper)
Ian, pseudonimo di Anghel Bogdan Georgian (Bucarest, 20 maggio 1996), è un rapper rumeno.

## Biografia
Interessato alla produzione musicale sin dall'età di 13 anni, Ian pubblica le prime canzoni nel 2017 insieme all'amico Azteca. I due ottengono una certa fama, ma le loro strade si separano a causa dei problemi di Ian con alcol e droghe. Il 21 giugno 2019 Ian pubblica il suo primo album in studio solista Slayer, caratterizzato da sonorità trap e tematiche riguardanti le sostanze stupefacenti. In seguito, anche a causa di problemi legali, il rapper decide di rinunciare all'utilizzo di tali sostanze.
Il 20 febbraio 2022 pubblica il secondo album, dal titolo Voodoo, contenente collaborazioni con Oscar e Aerozen. Il 25 marzo 2024 è la volta di Beast Mode, che nella riedizione digitale vede la partecipazione del rapper tedesco Miami Yacine.

## Discografia

### Album in studio
- 2019 – Slayer
- 2022 – Voodoo
- 2024 – Beast Mode
- 2025 – Voodoo Chronicles, Vol. I

### EP
- 2022 – Înainte de SL2